# Condition des femmes au Burundi
La condition des femmes au Burundi reflète largement celle observée dans de nombreux autres pays en Afrique.  
Les femmes au Burundi jouent un rôle essentiel dans l'économie, représentant 55,2 % de la population active, en particulier dans l'agriculture qui assure 90 % de la production alimentaire et des exportations. Cependant, leur participation à la politique reste limitée, avec seulement quelques femmes occupant des postes ministériels depuis les années 1980, reflétant les défis persistants liés aux traditions, à la pauvreté et aux inégalités de genre, malgré l'égalité formelle inscrite dans la loi. 

## Problématiques sociales

### Le phénomène des grossesses en milieu scolaire
En 2021, plus de 1300 élèves ont été enceintes involontairement au Burundi, dont cent vingt âgées de 10 à 14 ans, selon un rapport du Programme National de Santé de la Reproduction (PNSR) publié le 22 septembre 2022. Ces grossesses indésirées entraînent des conséquences telles que l'abandon scolaire, les mariages précoces, l'avortement clandestin et la stigmatisation sociale.
Des mesures sont mises en place pour combattre ce problème, notamment l'initiative «Zéro Grossesse à l'École» lancée par le gouvernement en 2013, ainsi que l'intégration de l'éducation sexuelle dans les programmes scolaires.
En 2020 12,6% de l’effectif total, selon les données du bureau Genre à l’Etat-major[pas clair].

### Accès à l'éducation
Selon le Rapport mondial de suivi sur l'Éducation Pour Tous de 2015, le Burundi est parmi les pays d'Afrique subsaharienne ayant atteint la parité dans l'enseignement primaire. Cependant, cette réussite est nuancée par des progrès mitigés en termes de représentativité basée sur le genre, soulignant un accès inégal à l'éducation entre les filles et les garçons, considéré comme un frein au développement. Malgré des avancées notables, la scolarisation des filles au Burundi reste en retard par rapport à celle des garçons, malgré la gratuité de l'école primaire depuis 2005.

## Participation à la vie politique et publique
Malgré des dispositions de la constitution prévoyant des quotas de 30 % de femmes au sein du gouvernement, de l'Assemblée nationale et du sénat, les femmes composent un pourcentage minime de nommées comme ministre au sein du gouvernement burundais. Depuis 1982, au maximum deux ministères sont gérés par des femmes (1982 : 2 sur 16 ministères ; 1987 : 2 sur 20 ; 1990 : 2 sur 24 ; 1993 : 2 sur 24 ; 1988 : 2 sur 22). 
En 2020, l'armée burundaise compte 635 femmes militaires, réparties en 88 officiers, 130 sous-officiers et 417 militaires du rang, représentant ainsi 12,6 % de l'effectif total, d'après Floribert Biyereke, le porte-parole de l'armée, répartitions confirmées par les données du bureau Genre à l'État-major. Entre 2016 et 2019, 39 femmes ont été recrutées parmi plus de 400 candidats officiers au sein de l'Institut Supérieur des Cadres Militaires (Iscam). 

### Personnalités politiques et publiques burundaises
Sylvie Kinigi est une femme d'État burundaise et première ministre du Burundi du 10 juillet 1993 au 7 février 1994 et de facto chef de l'État du 27 octobre 1993 au 5 février 1994.
Immaculée Nahayo est la première femme Présidente de l’Assemblée nationale du Burundi.
Lydia Nsekera est la première femme à siéger au comité exécutif de la Fédération internationale de football association.
La lieutenant-colonel Marie-Ange Niyokindi est la femme la plus gradée de l’armée en 2020.
Espérance Musirimu est une ancienne juge et première femme inscrite au barreau du Burundi.
Colette Samoya Kirura est une femme politique burundaise, ancienne députée au parlement du Burundi de 1982 à 1987, ambassadrice auprès des Nations-Unies à partir de 1992.

## Économie
Les femmes burundaises, représentant environ 55 % de la main-d'œuvre, sont le moteur de l'économie du pays, surtout dans l'agriculture, tandis que des secteurs comme la construction restent généralement dominés par les hommes.

## Mouvements de femmes
Au Burundi, il existe plusieurs mouvements de femmes et féministes qui œuvrent pour promouvoir les droits et l'autonomisation des femmes. En 2015, des femmes burundaises se dressent contre le troisième mandat du président Pierre Nkurunziza. Natacha Songore, journaliste et productrice de films documentaires, est forcée à l'exil après avoir été repérée par les services de renseignement pour son rôle dans le Mouvement des femmes et filles du Burundi, qui a organisé des marches pour exiger le respect de la Constitution et de l'Accord de paix d'Arusha. Ces répressions sanglantes ont fait perdre la vie à au moins 18 personnes. Pamela Karekaze, également membre fondatrice, quitte le pays après avoir été menacée pour son implication présumée dans un coup d'État. Malgré les obstacles, ces femmes demeurent déterminées à poursuivre leur lutte pour la démocratie et les droits humains en résistant à la répression policière régulière, les femmes parviennent à défier les forces de l'ordre pour faire entendre leur message de protestation.  